# Торд Гріп
Торд Гріп (швед. Tord Grip, нар. 13 січня 1938, Гельсінгборг) — шведський футболіст, що грав на позиції півзахисника, зокрема за національну збірну Швеції. По завершенні ігрової кар'єри — тренер, відомий як своєю самостіною роботою, так й багаторічною співпрацею зі Свеном-Йораном Ерікссоном.

## Клубна кар'єра
Починав грати за команду «Іттергогдаль», з якої 1955 року перейшов до «Дегерфорса», за який відіграв десять сезонів своєї ігрової кар'єри.
1966 року уклав контракт з клубом АІК, де провів три роки своєї кар'єри гравця, а завершував ігрову кар'єру в команді «КБ Карлскуга», де був граючим тренером протягом 1969—1973 років.

## Виступи за збірну
1963 року дебютував в офіційних матчах у складі національної збірної Швеції, відразу ж відзначившись забитим голом. Наступного року провів свою другу гру за національну команду, а у 1967 році — свій третій і останній матч у її складі.

## Кар'єра тренера
Завершивши 1973 року ігрову кар'єру в команді «КБ Карлскуга», де протягом п'яти років був граючим тренером, Гріп вирішив зосередитися на тренерській роботі і 1974 року очолив тренерський штаб «Еребру».
Згодом у 1976—1977 роках тренував «Дегерфорс», після чого став асистентом Йорга Еріксона у тренерському штабі збірної Швеції. У 1979—1980 роках поєднував роботу з молодіжною збірною Швеції і вже знайомою його клубною командою «Еребру».
Протягом 1980-х років тренував «Мальме», збірну Норвегії та швейцарський «Янг Бойз», 1991 року повернувся до тренерського штабу збірної Швеції, де до 1997 року знову був асистентом головного тренера, цього разу Томмі Свенссона. Паралельно у 1995—1996 роках прауював з олімпійською збірною Індонезії, а 1997 року ненадовго повертався на тренерський місток «Янг Бойз».
1998 року погодився на запрошення від співвітчизника Свена-Йорана Ерікссона приєднатися до очолюваного ним тренерського штабу італійського «Лаціо». Протягом 2000-х років продовжував асистувати Ерікссону в англійському «Манчестер Сіті», а також збірних Англії, Мексики та Кот-д'Івуару.
Останнім місцем тренерської роботи Торд Гріп була збірна Косова, в якій він був асистентом головного тренера Альберта Буньякі з 2014 по 2016 рік.